# Herman Stein
Pour les articles homonymes, voir Stein.
Herman Stein est un compositeur américain de musiques de films, né le 19 août 1915 à Philadelphie (Pennsylvanie) et mort d'une insuffisance cardiaque le 15 mars 2007 à Los Angeles en Californie (États-Unis).

## Filmographie
- 1952 : The Treasure of Lost Canyon (en)
- 1952 : Qui donc a vu ma belle ? (Has Anybody Seen My Gal?)
- 1952 : Francis Goes to West Point
- 1952 : Duel sans merci (The Duel at Silver Creek)  (non crédité)
- 1952 : Le Fils d'Ali Baba (Son of Ali Baba)
- 1952 : Le Traître du Texas (Horizons West)
- 1952 : Back at the Front
- 1952 : The Raiders
- 1953 : Meet Me at the Fair
- 1953 : La Belle Rousse du Wyoming (The Redhead from Wyoming)
- 1953 : Victime du destin (The Lawless Breed)
- 1953 : Filles dans la nuit (Girls in the Night)
- 1953 : La Cité sous la mer (City Beneath the Sea)
- 1953 : Gunsmoke
- 1953 : Ma and Pa Kettle on Vacation
- 1953 : It Happens Every Thursday (en)
- 1953 : Le Météore de la nuit (It Came from Outer Space)
- 1953 : Lone Hand
- 1953 : Quand la poudre parle (Law and Order)
- 1953 : Francis Covers the Big Town
- 1953 : L'Héroïque Lieutenant (Column South)
- 1953 : L'aventure est à l'ouest (The Great Sioux Uprising)
- 1953 : Désir de femme (All I Desire) de Douglas Sirk
- 1953 : Deux Nigauds chez Vénus (Abbott and Costello Go to Mars) de Charles Lamont
- 1953 : La Légende de l'épée magique (The Golden Blade)
- 1953 : À l'est de Sumatra (East of Sumatra)
- 1953 : Le Prince de Bagdad (The Veils of Bagdad)
- 1953 : À l'assaut du Fort Clark (War Arrow)
- 1953 : Virevoltant (Tumbleweed)
- 1953 : Le Crime de la semaine
- 1954 : Les Rebelles (Border River)
- 1954 : L'Étrange Créature du lac noir (Creature from the Black Lagoon), de Jack Arnold
- 1954 : La Brigade héroïque (Saskatchewan)
- 1954 : Chevauchée avec le diable (Ride Clear of Diablo)
- 1954 : Playgirl
- 1954 : Rails Into Laramie
- 1954 : Fireman Save My Child
- 1954 : Tanganyika
- 1954 : Johnny Dark
- 1954 : La Rivière sanglante (Drums Across the River)
- 1954 : Le Défilé sauvage (Black Horse Canyon)
- 1954 : Vengeance à l'aube (Dawn at Socorro) de George Sherman
- 1954 : Naked Alibi
- 1954 : Je suis un aventurier (The Far Country)
- 1954 : La Révolte des Cipayes (Bengal Brigade)
- 1954 : The Yellow Mountain
- 1954 : Le Nettoyeur (Destry)
- 1954 : Le Signe du païen (Sign of the Pagan)
- 1955 : La police était au rendez-vous (Six Bridges to Cross), de Joseph Pevney
- 1955 : Deux Nigauds et les flics (Abbott and Costello Meet the Keystone Kops)
- 1955 : Capitaine Mystère (Captain Lightfoot)
- 1955 : La Revanche de la créature (Revenge of the Creature)
- 1955 : Les Survivants de l'infini (This Island Earth)
- 1955 : Le Cavalier au masque (The Purple Mask)
- 1955 : La Maison sur la plage (Female on the beach) de Joseph Pevney :
- 1955 : El Tigre (Kiss of Fire)
- 1955 : Tarantula ! (Tarantula)
- 1955 : Les Forbans (The Spoilers) de Jesse Hibbs (non crédité)
- 1956 : Demain est un autre jour (There's Always Tomorrow)
- 1956 : Coup de fouet en retour (Backlash)
- 1956 : Monstre est parmi nous (The Creature Walks Among Us)
- 1956 : The Toy Tiger
- 1956 : Francis in the Haunted House
- 1956 : I've Lived Before (it)
- 1956 : Les Dernières Heures d'un bandit (en) (Showdown at Abilene) de Charles F. Haas
- 1956 : L'Enquête de l'inspecteur Graham (The Unguarded Moment)
- 1956 : Everything But the Truth
- 1956 : The Great Man
- 1957 : This Is Russia!
- 1957 : Four Girls in Town
- 1957 : Istanbul
- 1957 : L’Homme qui rétrécit (The Incredible Shrinking Man)
- 1957 : The Night Runner de Abner Biberman
- 1957 : Quantez
- 1957 : L'Oasis des tempêtes (Belgique : Oasis de la terreur) (The Land Unknown) de Virgil W. Vogel
- 1957 : Le Salaire du diable (Man in the Shadow)
- 1957 : Slim Carter
- 1957 : La Cité pétrifiée (The Monolith Monsters) de John Sherwood
- 1957 : Love Slaves of the Amazons
- 1958 : La Ronde de l'aube (The Tarnished Angels)
- 1958 : Madame et son pilote (The Lady Takes a Flyer)
- 1958 : Le Décapité vivant (The Thing That Couldn't Die)
- 1958 : The Saga of Hemp Brown
- 1959 : L'Héritage de la colère (Money, Women and Guns)
- 1959 : Une balle signée X (No Name on the Bullet)
- 1962 : The Intruder de Roger Corman
- 1964 : Voyage au fond des mers (Voyage to the Bottom of the Sea) (série TV)
- 1964 : Daniel Boone (série TV)
- 1964 : La Chatte au fouet (Kitten with a Whip)
- 1964 : Cinq Mille Dollars mort ou vif (Taggart) de R. G. Springsteen
- 1965 : Perdus dans l'espace (Lost in Space) (série TV)
- 1966 : Mucho Locos
- 1966 : L'Héritage diabolique (Let's Kill Uncle)